# نقشه روح: پرسونا
نقشه روح: پرسونا (به انگلیسی: Map of the Soul: Persona) ششمین آلبوم چندآهنگهٔ گروه پسرانهٔ کره‌ای بی‌تی‌اس است. این آلبوم در ۱۲ آوریل ۲۰۱۹، توسط بیگ هیت اینترتینمنت منتشر شد.
این آلبوم پس از آلبوم‌های عاشق خودت باش: اشک و عاشق خودت باش: پاسخ، سومین آلبومی از بی‌تی‌اس بود که توانست به رتبه اول بیلبورد ۲۰۰ ایالات متحده دست یابد. آلبوم با فروش ۳٫۲ میلیون کپی در یک ماه، به پرفروش‌ترین آلبوم کرهٔ جنوبی تبدیل شد.

## فهرست ترانه‌ها
فهرست ترانه‌ها از یادداشت‌های آلبوم فیزیکی اقتباس شده‌است.
| شماره      | نام             | مدت   |
| ---------- | --------------- | ----- |
| ۱.         | «مقدمه: پرسونا» | ۲:۵۴  |
| ۲.         | «پسری با عشق»   | ۳:۴۹  |
| ۳.         | «میکروکازموس»   | ۳:۴۶  |
| ۴.         | «درستش کن»      | ۳:۴۲  |
| ۵.         | «خانه»          | ۴:۰۰  |
| ۶.         | «ژمه وو»        | ۳:۴۶  |
| ۷.         | «دیونیسوس»      | ۴:۰۸  |
| مجموع مدت: | مجموع مدت:      | ۲۶:۰۵ |